# فرهنگ پهلوی
فرهنگ پهلوی نام واژه‌نامهٔ کوچکی است دربارهٔ حدود ۵۰۰ هزوارش که در نوشته‌های پارسی میانه زردشتیان (متون پهلوی) به کار می‌رفته‌است. نویسنده و تاریخ نگارش این واژه‌نامه مشخص نیست. مؤلف در این کتاب کوشیده است، واژه‌هایی را که از نظر املایی برای دبیران و کاتبان دشوار بوده، گردآوری کند. از فرهنگ پهلوی نسخه‌های گوناگونی در دست است که از میان آنها چهار نسخه از قدمت و اعتبار بیشتری برخورد بوده و در ایران، نوشته شده‌اند. تحریر دیگری از فرهنگ پهلوی در دست است که در آن کلمات برحسب سنت متأخرتری، به ترتیب الفبایی تنظیم شده‌است. از این تحریر دو نسخهٔ خطی در دست است که با یکدیگر اختلافاتی دارند. همچنین برگی از یک فرهنگ پهلوی که شامل هفت فعل پهلوی است، در میان اوراق مانوی در تورفان به خط پهلوی تحریری پیدا شده و احتمالاً از آثار مسیحیان ایرانی بوده‌است که آثار خود را به فارسی میانه و خط پهلوی می‌نوشته‌اند. این برگ متعلق به فرهنگی از قرن سوم یا چهارم هجری است. فرهنگ پهلوی با ترجمهٔ پارسی نیز منتشر شده‌است.
| هزوارش (الفبای آرامی) | ترجمه پارسی میانه (با حروف لاتین) | واژه آرامی | ترجمه  |
| := KLB                | sag                               | kalba      | "سگ"   |
| := MLK                | šāh                               | malka      | "شاه"  |
| := LḤM                | gōšt                              | laḥma      | "گوشت" |